# Шехинген
Шехинген (нем. Schechingen) — община в Германии, в земле Баден-Вюртемберг. 
Подчиняется административному округу Штутгарт. Входит в состав района Восточный Альб.  Население составляет 2370 человек (на 31 декабря 2010 года). Занимает площадь 11,87 км².